# 木村俊房
木村 俊房（きむら としふさ、1929年3月13日 - 1997年1月5日）は、日本の数学者。東京大学教授、日本数学会理事長などを歴任。複素微分方程式の研究で知られる。群馬県前橋市出身。東京大学理学部数学科卒業。

## 主な著書
常微分方程式、数値解析、確率論など様々な分野の著書がある。
- 『関数論』朝倉書店。
- 『新数学講座』朝倉書店。
- 『常微分方程式』。
- 『常微分方程式の解法』培風館。
- 『数値解析』。
- 『スペクトル理論』岩波書店。
- 『確率論』。
- 『線形代数』。
- 『解析学』。
- 『計算数学』。

## 主な和文著作

### 博士論文
- 木村俊房『マルムキストの定理の拡張について』（理学博士 ,報告番号不明論文） 東京大学、1959年。NAID 500000473331。
  - 木村俊房「Malmquistの定理の拡張」『数学』第8巻第1号、日本数学会、1956年、1-11頁、CRID 1390282680044065152、doi:10.11429/sugaku1947.8.1、ISSN 0039470X。

### 日本数学会での記事
- 木村俊房, 木下潔「自己随伴常微分作用素についての一注意」『数学』第19巻第1号、日本数学会、1967年、40-42頁、CRID 1390001205066765184、doi:10.11429/sugaku1947.19.40、ISSN 0039470X。
- 木村俊房, & 宮原将平. (1978). 報告 (日本数学会創立 100 周年記念特集). 数学, 30(2), p102-106.
- 木村俊房「2階線型微分方程式の変形について (完全積分可能な非線型系の古典論と量子論)」『数理解析研究所講究録』第375巻、京都大学数理解析研究所、1980年2月、47-73頁、CRID 1050564285599906432、hdl:2433/104741、ISSN 1880-2818。

### 数理解析研究所講究録
- 木村俊房「変わり点を含む線型常微分方程式 : 解の漸近展開 (境界層と変わり点に関するシンポジウム報告 I)」『数理解析研究所講究録』第2巻、京都大学数理解析研究所、1965年3月、28-40頁、CRID 1050282676915772544、hdl:2433/107350、ISSN 1880-2818。
- 木村俊房「線型常微分方程式の解の漸近的性質 (「近似理論の研究」報告集)」『数理解析研究所講究録』第36巻、京都大学数理解析研究所、1968年1月、69-75頁、CRID 1050282677276629504、hdl:2433/107591、ISSN 1880-2818。
- 木村俊房「波動方程式の初期値問題について (常微分方程式の複素解析的研究)」『数理解析研究所講究録』第196巻、京都大学数理解析研究所、1973年12月、10-23頁、CRID 1050001202064152960、hdl:2433/107302、ISSN 1880-2818。
- 木村俊房「ある種の写像のiterationについて(函数方程式とその応用)」『数理解析研究所講究録』第499巻、京都大学数理解析研究所、1983年9月、49-63頁、CRID 1050282677040683904、hdl:2433/103658、ISSN 1880-2818。
- 木村俊房, 金田康正「2階線形常微分方程式のモノドロミ保存変形に現れた数式処理について」『数学』第37巻第1号、日本数学会、1985年、69-76頁、CRID 1390282680042824448、doi:10.11429/sugaku1947.37.69、ISSN 0039470X。
- 木村俊房「2階線形常微分方程式の変換について(群と微分方程式の数式処理システムの研究)」『数理解析研究所講究録』第663巻、京都大学数理解析研究所、1988年7月、40-46頁、CRID 1050001202063843456、hdl:2433/100629、ISSN 1880-2818。
- 笠嶋友美, 木村俊房「Painleveの方程式Iに関連する数式処理の一例について(数式処理と数学研究への応用)」『数理解析研究所講究録』第753巻、京都大学数理解析研究所、1991年5月、88-95頁、CRID 1050282810574843136、hdl:2433/82083、ISSN 1880-2818。

### 東大の機関誌
- 木村俊房. (1976). 古屋茂教授. 東京大学理学部弘報, 7(11), 5-6.
- 木村俊房. (1989). 理学部を去るにあたって. 東京大学理学部弘報, 20(4), 2-3.

## 関連文献
- 鈴木麻美. (1998). 「On the Iteration of Analytic Functions」(木村俊房先生の仕事から). 帝京平成大学紀要, 10(1), 13-23.